# Tram ATAN serie 951-1054

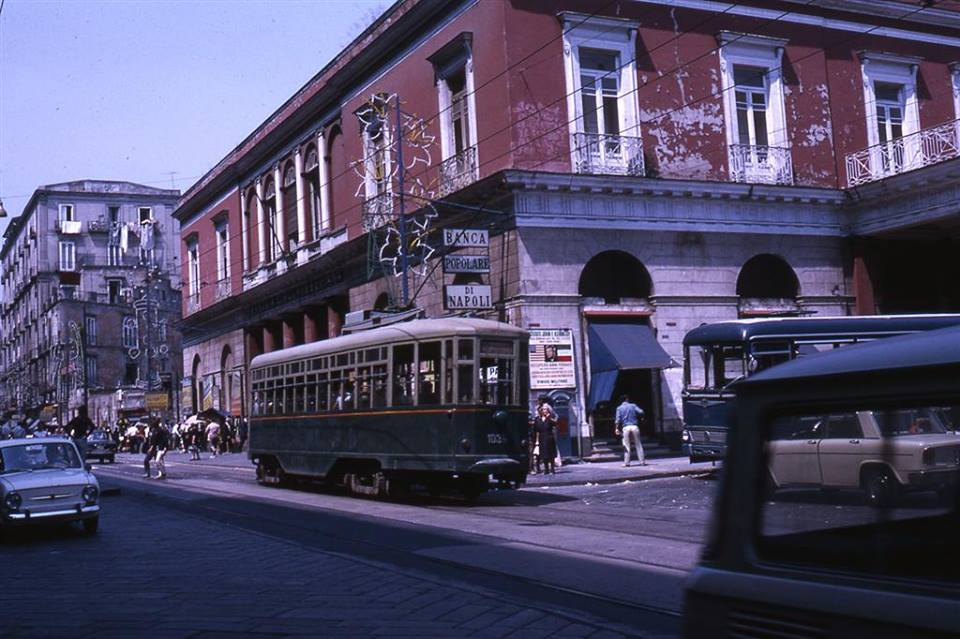
La vettura 1034 alla stazione di Napoli Porta Nolana negli anni sessanta.

Le vetture tranviarie serie 951 ÷ 1054 dell'ATAN (note anche come "Le Peter Witt" o "vetture tipo Meridionale") sono state motrici tranviarie urbane, in servizio a Napoli.

## Livree
Le vetture prestarono servizio a Napoli in colorazione verde chiaro-verde scuro e successivamente ottennero la colorazione in arancio-grigio.

## Unità conservate
Dei centosei tram costruiti ne sono conservati al 2021 tre dopo il terremoto del 1980:
- la motrice 961 è stata ceduta nel 2009 all'Associazione Torinese Tram Storici[2] ed è stata trasferita a Torino[3], per la conservazione ed è attualmente (2021) in restauro;
- la motrice 1004 è stata restaurata staticamente, è ospitata presso l'ex deposito tranviario di Fuorigrotta;
- la motrice 1029 è operativa dopo un restauro estetico e funzionale operato nel 2006 ad opera delle maestranze del deposito San Giovanni, è stata presentata alle autorità cittadine e presentata il 10 gennaio 2012[4] con la classica livrea a due toni di verde e gli interni degli anni sessanta per servizi speciali e a noleggio[5][6][7].